# Saab 18

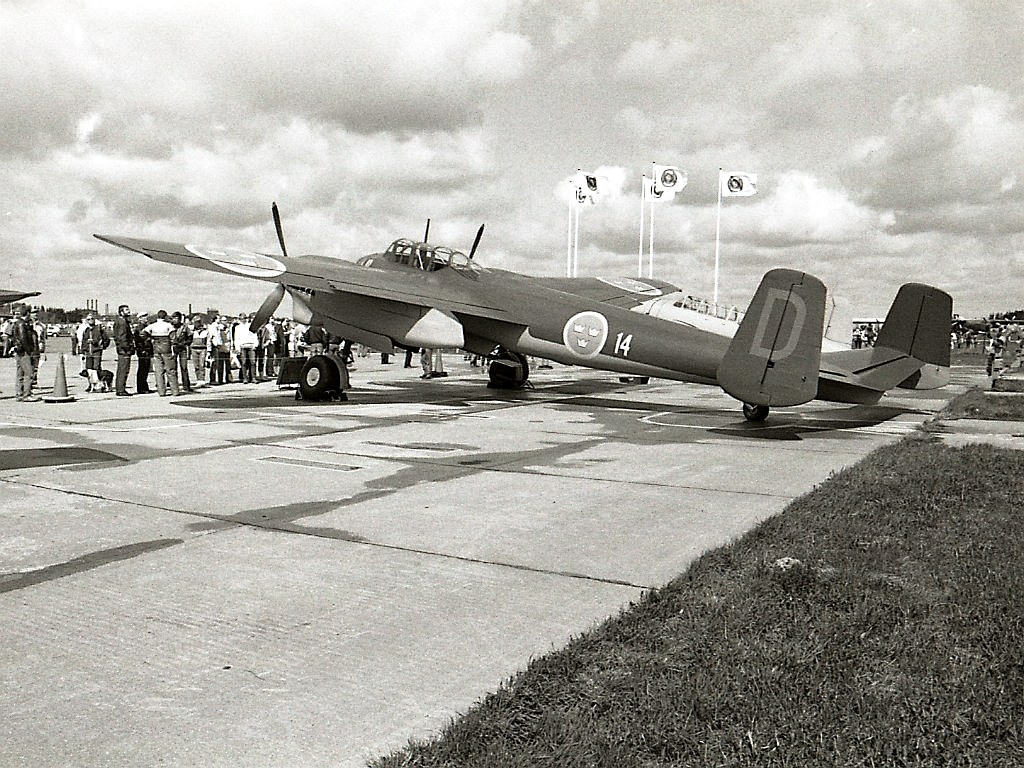
Saab B 18B

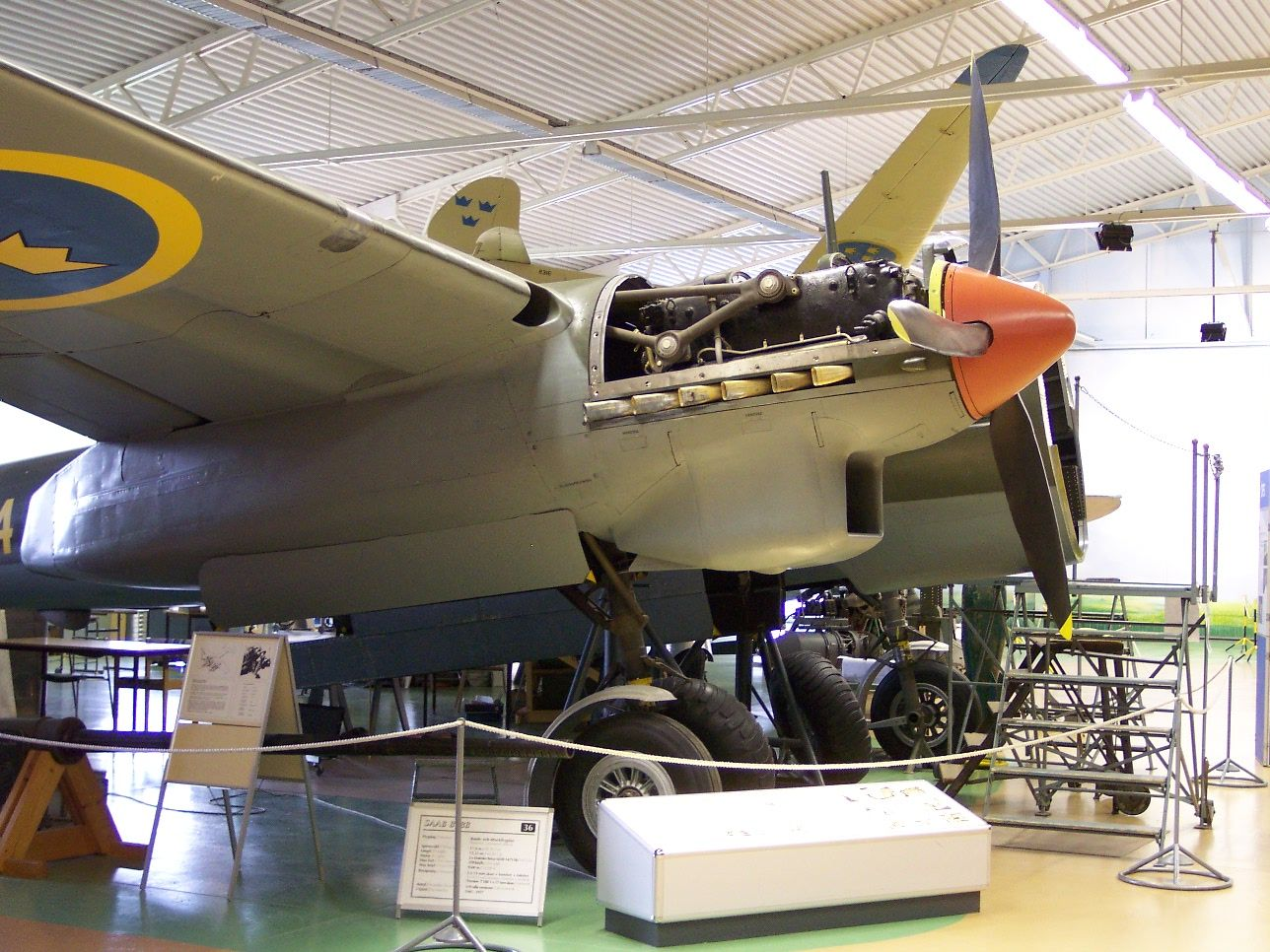
Saab 18 während der Renovierung im Flygvapenmuseum

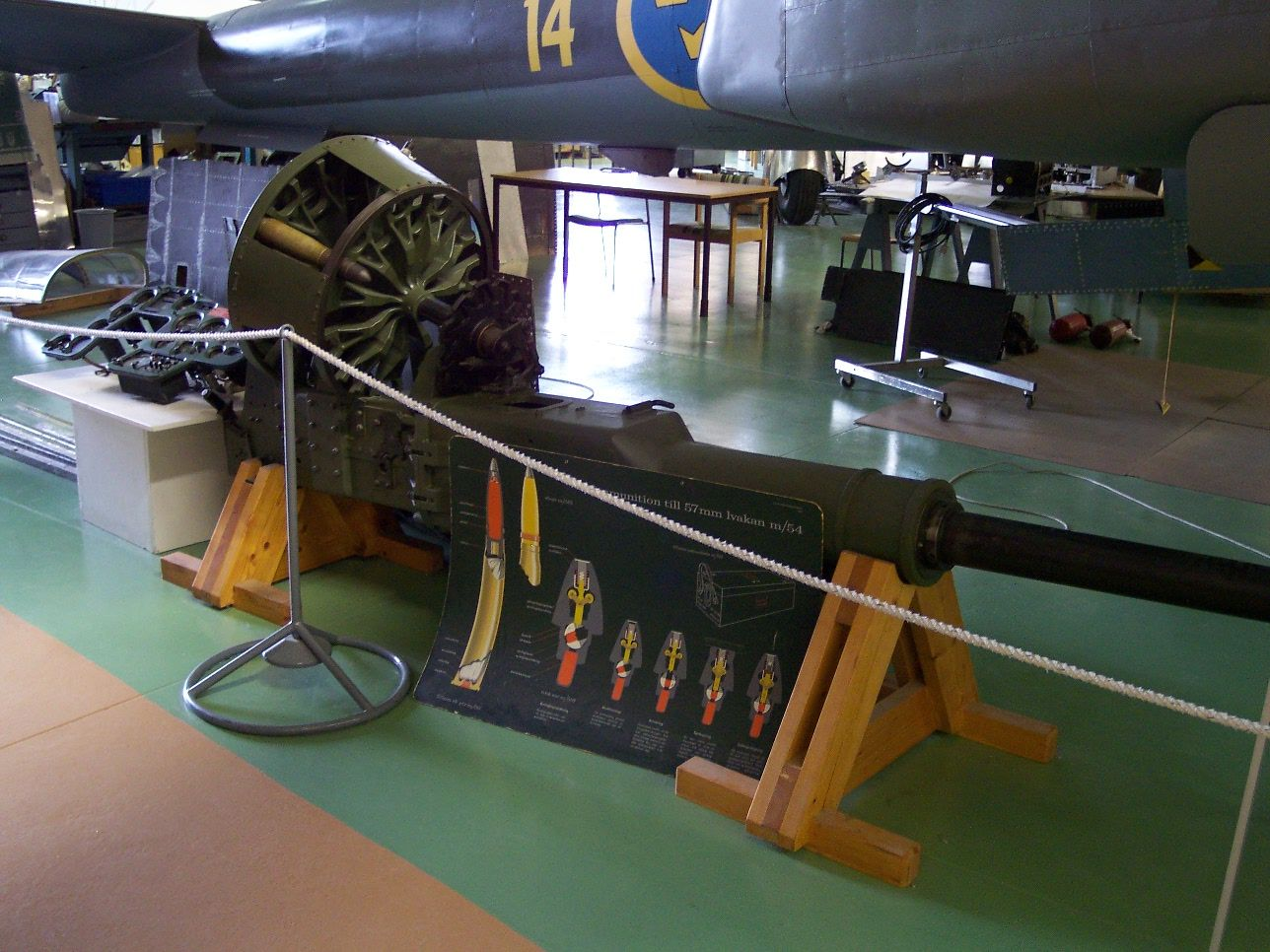
57-mm-Bofors-Kanone, die in der T 18B verwendet wurde

Die schwedische Saab 18 war ein zweimotoriges Militärflugzeug aus dem Ende der 1930er-Jahre. Bei seinem Erscheinen im Jahre 1942 galt es mit fast 600 km/h Höchstgeschwindigkeit als eines der schnellsten Kampfflugzeuge seiner Klasse.

## Entwicklung
Etwa 1939 begannen nach einer offiziellen Ausschreibung unter der Projektbezeichnung L-11 die Konstruktionsarbeiten für ein Aufklärungsflugzeug in Mitteldeckerbauweise. Es besaß eine großzügig verglaste Kabine, ein in zwei Endscheiben integriertes Seitenleitwerk und war aus Metall gefertigt. Ursprünglich sollte die Saab 18 das erste schwedische Flugzeug mit Bugradfahrwerk werden, letztendlich erhielt sie jedoch ein konventionelles Heckradfahrwerk. Die Entwicklung verzögerte sich jedoch, weil die Flygvapnet bestimmte, dass das Modell auch als Bomben- und Sturzkampfflugzeug einsetzbar sein sollte und deshalb einige Änderungen vorgenommen werden mussten.
Erst am 19. Juni 1942 startete der erste von zwei Prototypen Saab 18A zum Erstflug. Die verwendeten Twin-Wasp-Lizenzmotoren erwiesen sich als zu schwach; trotzdem wurde eine erste Serie von 60 Maschinen mangels anderer Alternativen damit ausgerüstet. Sie umfasste die Aufklärungsversion S 18A sowie die Bomberausführung B 18A und nahm ihren Dienst im Juni 1944 auf. Die letzten Exemplare der S 18A erhielten eine Radarausrüstung.
Zur selben Zeit wurde der in Lizenz gebaute deutsche Motor DB 605B verfügbar und eine neue Serie als Sturzkampfbomber aufgelegt, dessen Prototyp B 18B am 10. Juni 1944 erstmals flog. 120 Flugzeuge dieser Version verließen die Produktionshallen.
Die letzte Ausführung T 18B wurde als Torpedobomber konzipiert und flog erstmals am 7. Juli 1945. Sie war aerodynamisch ausgefeilter und auf zwei statt der ursprünglich drei Besatzungsmitglieder reduziert worden. Als Besonderheit war sie mit Schleudersitzen ausgestattet. Unter dem Rumpf befand sich als Offensivbewaffnung eine 57-mm-Bofors-Kanone mit einem Munitionsvorrat von 41 Schuss. 62 Stück wurden gebaut und ab 1948 eingesetzt.
Insgesamt entstanden 242 Saab 18, die teilweise bis 1956 im aktiven Dienst standen.

## Technische Daten
| Kenngröße             | Daten (Saab 18B)                                                                                             |
| --------------------- | --- |
| Konzeption            | Mittleres Bomben- und Sturzkampfflugzeug                                                                     |
| Hersteller            | Svenska Aeroplan AktieBolaget                                                                                |
| Baujahre              | 1942–1948 |
| Besatzung             | 3 (Pilot, Navigator/Bordschütze, Bombenschütze)                                                              |
| Länge                 | 13,23 m |
| Spannweite            | 17,00 m |
| Höhe                  | 4,35 m |
| Flügelfläche          | 43,75 m² |
| Flügelstreckung       | 6,6 |
| Startmasse            | maximal 8800 kg                                                                                              |
| Antrieb               | zwei 12-Zylinder-V-Motoren Daimler-Benz DB 605B (Lizenz Schweden)                                            |
| Leistung              | je 1.085 kW (1.475 PS)                                                                                       |
| Höchstgeschwindigkeit | 575 km/h in optimaler Höhe                                                                                   |
| Dienstgipfelhöhe      | 9800 m |
| Reichweite            | maximal 2600 km                                                                                              |
| Bewaffnung            | ein starres 7,9-mm-MG M/22F zwei bewegliche 13,2-mm-MG M/39A Luft-Luft-Raketen an Unterflügel-Außenstationen |
| Bombenlast            | 1500 kg im internen Bombenschacht                                                                            |